# Katherine Legge
Katherine Legge, född den 12 juli 1980 i Haslemere, Surrey, England, är en brittisk racerförare.

## Racingkarriär
Legge tävlade först i formel Renault, där hon tog en pole position i det brittiska mästerskapet säsongen 2002, men i övrigt saknade framgångar. Inför säsongen 2005 flyttade Legge till USA, där hon nådde stora framgångar i Atlantic Championship. Hon vann stadsloppen på Long Beach, Edmonton och San Jose, och slutade på fjärde plats i mästerskapet. Legge graduerade därefter till Champ Car med PKV Racing för säsongen 2006. Hon blev sexa som bäst, men hennes debutsäsong koms mest ihåg för hennes jättekrasch på Road America, där hon hade stor tur som klarade sig oskadd. Efter att ha blivit sextonde i mästerskapet flyttade Legge till Dale Coyne Racing inför säsongen 2007. Hon inledde sin tid där med en sjätteplats i stadsloppet i Las Vegas, men lyckades inte nå några märkvärdiga resultat därefter.
Legge gav upp sin formelbilskarriär efter 2007, och skrev istället på som Audis kvinnliga förare i DTM, där hon ersatte Vanina Ickx. Legges fart var mycket begränsad under säsongen 2008, och även under 2009 blev hon poänglös. Dock satte hon snabbaste varv på Norisring, och förbättrade sin fart radikalt jämfört med året innan.
Legge och 5 andra kvinnor fick chansen att starta upp första Indy 500 racing stallet med endast kvinnliga förare under december månad 2011. Dessa kvinnor är redan proffs och vunnit många lopp, dvs slagit männen på deras hemmaplan. Dock fick de aldrig riktigt chansen, ej heller sponsorerna för att inte tala om den publicitet som de förtjänade, förrän nu. Företaget TrueCar, som är ett sökningverktyg online, för att hitta nya bilar till rätt pris, startade upp ett nytt racing stall i USA. De sökte de bästa förarna, som kunde utvecklas ännu mer och som visste redan mycket inom racing, som vunnit ett par tävlingar men som också hade kapaciteten att utvecklas och dessa var inte män, utan 6 st kvinnor och däribland även Katheringe Legge.